# S-CRY-ed
s-CRY-ed (japonês: スクライド, Hepburn: Sukuraido), também conhecido como s.CRY.ed ou Scryed, é um anime japonês de 26 episódios, produzida pela Sunrise, dirigida por Gorō Taniguchi, criado por Yōsuke Kuroda com parceria de Yasunari Toda, que foi ao ar no Japão na TV Tokyo e Animax. A música para a série foi composta por Kōtarō Nakagawa. Uma adaptação do mangá, desenhado por Yasunari Toda, foi publicado na Weekly Shōnen Champion da Akita Shoten.

## Sinopse
Muitos anos depois de um fenômeno geológico futuro na Prefeitura de Kanagawa, perto de Tóquio, as pessoas desenvolveram um poder que lhes confere a capacidade de desconstruir, redefinir e cristalizar a matéria em nível molecular usando apenas o pensamento e a força de vontade. Estas pessoas são conhecidas como "Alter". Com apenas 1% das gerações recém-nascidos recebendo energia especiais, embora este número sobe de forma constante como a série progride, alguns sentem uma superioridade sobre os seres humanos normais.
Há duas forças opostas de Alters: o Alters nativos, um grupo de Alters que vivem fora do centro da cidade e evitar qualquer relacionamento com o governo; e Holy, uma organização de Alters que são um subgrupo de uma organização chamada Hold. Hold tem funções de força do governo do Continente como políciais do terreno perdido, enquanto Holy, composto exclusivamente de Alters, serve como esquadrão de "operações especiais", ajudando Hold na execução de missões perigosas que podem requerer a ajuda de um usuário Alter.
Kazuma e Ryuhou são os dois personagens centrais de s-CRY-ed tendo uma rivalidade utilizada para conduzir e concentrar a trama. Eles passam a maior parte da série tentando derrotar um ao outro, mesmo quando eles são forçados a trabalhar juntos, não conseguem esquecer sua rivalidade.
Há também uma narradora, Kanami. Kanami é uma amiga próxima de Kazuma, que protege-a e trata-a como uma irmã mais nova. Ela narra a série com seus sonhos, sem saber, usando seu poder de "vidência". Sua capacidade de enxergar as emoções dos personagens principais é usada com freqüência durante todo a série para trazer conhecimento para os personagens, e para provocar os espectadores durante previews para o próximo episódio.
A série progride através da introdução inicial de Alter do poder para uma maior compreensão da política e da razão para a "grande revolta". Cada episódio mostra um usuário Alter novo, eo seu / sua Alter, ou um crescimento do Alter de um personagem anteriormente introduzidas. "A Grande Revolta" mais tarde revelou ser causada por um evento similar em um universo paralelo onde todas as criaturas são Alters. Durante uma das batalhas entre Ryuhou e Kazuma, eles abrem uma porta de entrada para o universo paralelo, fazendo com que outra revolta aconteça e atraia a atenção do governo do Continente. O Interior da China envia seu agente, Kyouji Mujo, para o terreno perdido em uma tentativa de explorar o poder do universo paralelo para o ganho econômico. Mujo desenvolve delírios de grandeza depois de se tornar o chefe do governo defacto o terreno perdido e absorvendo a entidade de cristal de "o outro lado" para adicionar ao seu poder Alter já formidável. Tanto ele como a entidade de cristal são derrotados pelos esforços separados de Kazuma e Ryuhou, respectivamente. O Interior da China, mais uma vez tenta exercer controle sobre o terreno perdido com o envio de uma frota de usuários Alter refinado sob seu controle, mas eles são derrotados por Kazuma e Ryuhou.
Depois de derrotar as forças do Continente, Kazuma e Ryuhou se envolvem em uma batalha final para resolver sua rivalidade. Depois de esgotar-se ao ponto em que eles estão muito fracos para manter seu poder Alters, eles lutam com suas mãos até que não possam mais se mover. Na cena seguinte a silhueta, de um punho é levantada pelo vencedor, sem dúvida, Kazuma. Um epílogo, tomando lugar anos mais tarde, Kazuma e Ryuho continuam a ser os protetores do terreno perdido, defendendo-a dos invasores do Continente. Uma Kanami mais velha, que agora tem total controle sobre seu poder, aguarda o seu retorno.